# Micky Waller
 (février 2024).
Si vous disposez d'ouvrages ou d'articles de référence ou si vous connaissez des sites web de qualité traitant du thème abordé ici, merci de compléter l'article en donnant les références utiles à sa vérifiabilité et en les liant à la section « Notes et références ».
Michael Waller, dit Micky Waller, né le 6 septembre 1941 à Hammersmith et mort le 29 avril 2008 à Londres, est un batteur britannique qui a joué avec une foule de formations et d'artistes de la scène rock et blues après être devenu musicien professionnel en 1960. En plus d'avoir été membre de groupes qui ont joué un rôle important sur la scène britannique émergente, il a aussi travaillé en tant que musicien de sessions, jouant avec des artistes autant américains que britanniques.

## Biographie
Micky Waller est né à Hammersmith, Londres. Son groupe professionnel, The Flee-Rekkers, a eu un hit classé n° 23 dans les charts au Royaume-Uni en 1960, avec leur version de Green Jeans produit par Joe Meek. Il le quitte bientôt pour rejoindre un groupe bien connu de l'époque, "Joe Brown et les Bruvvers". En juillet 1963, il rejoint le groupe "R & B All Stars" de Cyril Davies à la formation changeante, en remplacement du batteur original Carlo Little. À ce moment-là, le groupe était formé de : Cyril Davies (chant, harmonica), Long John Baldry (chant), Geoff Bradford (guitare), Cliff Barton (basse), Keith Scott (piano) et Micky Waller (batterie). 
Davies décède le 7 janvier 1964 et Waller a quitté alors que le groupe subit des changements d'après la volonté de Baldry pour devenir les Hoochie Coochie Men. Waller a continué à jouer avec Marty Wilde comme l'un des Wildcats. Alors avec Wilde, il a effectué deux tournées avec Little Richard au Royaume-Uni. 
Comme beaucoup de musiciens de l'époque, Waller passait souvent d'un groupe à l'autre, ou comme c'était souvent le cas, le groupe avec lequel il jouait était métamorphosé en un autre. Après un court passage avec Georgie Fame & The Blue Flames, il rejoint Brian Auger pour faire partie de The Trinity et fut bientôt suivi par Long John Baldry. En avril 1965, le groupe est élargi par Rod Stewart et Julie Driscoll et évolue vers un nouveau groupe, The Steampacket : Long John Baldry (chant), Rod Stewart (chant), Julie Driscoll (chant), Vic Briggs (guitare), Brian Auger (claviers), Rick Brown (basse) et Micky Waller lui-même à la batterie.
En avril 1966, Rod Stewart part, alors que les membres restants forment la cellule d'un nouveau groupe Brian Auger, Julie Driscoll & The Trinity : Julie Driscoll (chant), Vic Briggs (guitare), Rick Brown (basse), Brian Auger (claviers) et Micky à la batterie. 
Par la suite, Mickey rejoint successivement les Bluesbreakers de John Mayall pour quelques concerts en avril 1967, alors que Mayall cherchait un batteur permanent, et fut bientôt remplacé par Keef Hartley. John Mayall (chant, guitare, claviers), Peter Green (guitare, chant), John McVie (basse) et Micky Waller (batterie). 
En 1967, P. P. Arnold chante avec Rod Stewart sur le single Come home baby, les musiciens présents sont Ron Wood à la guitare, Keith Richards à la basse, Nicky Hopkins au piano électrique, Keith Emerson à l'orgue Hammond, Mickey Waller à la batterie et The Georgie Fame Brass Section, le tout produit par Mick Jagger qui est aussi choriste sur la chanson. En août 1967, Waller rejoint le Jeff Beck Group, avec son ancien compagnon Rod Stewart au (chant), Jeff Beck (guitare), Ron Wood (basse) et Micky Waller (batterie). Le groupe a produit deux albums. Truth en 1968 a vu les quatre musiciens jouer un mélange de blues avec des riffs de guitare. L'instrumental, "Beck's Bolero", avec Jimmy Page à la guitare rythmique, Keith Moon à la batterie, et le bassiste John Paul Jones; combiné avec le jeu de Waller sur le remake de "Shapes of Things" des Yardbirds. Tout cela allait définir le modèle pour un style de blues plus lourd. L'année suivante, un deuxième album du groupe, Beck-Ola. Mais à ce stade, Waller avait déjà quitté le groupe, pour être remplacé par Tony Newman.
En 1969, Waller s'envole pour Venice Beach Los Angeles pour former le groupe "Silver Meter" avec le guitariste Leigh Stephens de Blue Cheer, le Britannique Pete Sears à la basse et les claviers et Jack Reynolds (chanteur). Ils ont enregistré un album aux studios Trident à Londres en Angleterre, qui a été publié sur le label National General, produit par leur manager, le pionnier de la radio FM, Tom Donahue.
Toujours en '69, Waller joue sur le premier album solo de Rod Stewart An Old Raincoat Won't Ever Let You Down, connu sous le nom The Rod Stewart Album aux États-Unis. Ron Wood, Ian McLagan, Keith Emerson et les guitaristes Martin Pugh (de Steamhammer et plus tard Armageddon et 7th Order) et Martin Quittenton également de Steamhammer. La bonne relation de Micky Waller avec Stewart et Ron Wood lui valent de jouer sur le second album solo de Rod, Every Picture Tells A Story. Il joua donc les percussions sur le single à succès international de Stewart, "Maggie May". 
En 1971, Waller rejoint le groupe de Long John Baldry Blues pour la première tournée de ce dernier aux États-Unis. Le groupe comprenait Ian Armitt au piano, et d'autres musiciens ayant joué avec Rod Stewart sur ses albums solo, Sam Mitchell à la guitare et Pete Sears à la basse. Et rejoint la formation originale du Deluxe Blues Band, avec Dick Heckstall-Smith, Danny Adler au chant et à la guitare, Bob Brunning à la basse, Bob Hall au piano, Dick Heckstall-Smith au sax et Micky Waller à la batterie. 
Au début des années 1980, Waller était membre du Terry Smith Blues Band, avec Jo Ann Kelly (chant) et Tony Ashton (orgue). Au cours des années intermédiaires, Mickey joue avec The Walker Brothers, Cat Stevens, Eric Clapton, Bo Diddley, Dusty Springfield et Paul McCartney. Au début des années 1980, Waller a également joué avec le groupe accompagnateur de Sam Mitchell. 
Alors que Brunning a poursuivi sous le nom de Deluxe Blues Band malgré des changements de musiciens, Waller lui a joué en Italie pour un certain temps. À la suite de son retour à Londres, Waller rejoint brièvement Deluxe Blues Band revitalisé qui l'a réuni avec Heckstall-Smith et Bridal, avec les nouveaux membres Dave Beaumont, Alan Vincent et Phil Taylor. Il a continué à jouer par intermittence avec un certain nombre de groupes de blues dans la région de Londres, y compris le Micky Waller Band. Dans ses dernières années, il a obtenu un diplôme en droit et il a utilisé son expertise pour gagner au tribunal pour des redevances impayées. 
Mickey Waller est décédé d'une insuffisance hépatique à Londres le 29 avril 2008 à l'âge de 66 ans.